# 阿尔弗雷德·海因里希
阿尔弗雷德·海因里希（德語：Alfred Heinrich，1906年2月21日—1975年10月31日），德国男子冰球运动员。他曾代表德国国家队参加1932年冬季奥林匹克运动会冰球比赛，获得一枚铜牌。